# Andrea Zanchetta
Andrea Zanchetta (ur. 2 lutego 1975 w Gaglianico) – włoski piłkarz, występujący na pozycji pomocnika. Obecnie jest zawodnikiem US Cremonese.

## Kariera
Zanchetta profesjonalną karierę rozpoczynał we Interze Mediolan. Jednak w barwach tego klubu rozegrał tylko dwa spotkania w Serie A. Nie mogąc wywalczyć miejsca nawet na ławce rezerwowych, postanowił odejść do drugoligowej US Foggii. Szybko przebił się tam do pierwszej jedenastki i stał się podstawowym zawodnikiem składu tej drużyny. W 1997 przeszedł do Chievo Werona. Podobnie jak w Foggii, nie miał większych problemów z grą w pierwszym składzie. W 2000 został wypożyczony do pierwszoligowej Regginy Calcio. Jednak po zakończeniu sezonu ekipa z Stadio Oreste Granillo, nie postanowiła go wykupić. W tym samym sezonie Chievo wywalczyło awans do Serie A i Zanchetta powrócił do macierzystego klubu. Zdążył zagrać tylko w dwóch ligowych pojedynkach i znowu powędrował na wypożyczenie. Tym razem został zawodnikiem spadkowicza z pierwszej ligi – Vicenzy Calcio. W 2003 powrócił do Chievo i ponownie regularnie występował w barwach tej drużyny. W marcu 2004 przedłużył kontrakt ze swoim obecnym klubem, do czerwca 2007, ale w styczniu 2007 roku przeszedł ekipy Serie B – US Lecce, z którym wywalczył awans do pierwszej ligi. 2 lipca 2009 roku Zanchetta został graczem US Cremonese.